# Batalla de Kreta
La batalla de Kreta (en búlgaro: Битката при Крета) se libró en 1009 entre las tropas del zar búlgaro Samuel y el emperador bizantino Basilio II al este de Tesalónica. Su resultado fue un éxito para Bizancio, pero los ataques búlgaros en las proximidades de Tesalónica no se detuvieron, y un punto de inflexión en la guerra se produjo sólo cinco años después como consecuencia de la batalla de Clidio.
La guerra de Basilio II con los búlgaros comenzó a principios de su reinado independiente en 976. Durante mucho tiempo, el emperador no pudo hacer frente a los ataques de Samuel en las posesiones balcánicas de Bizancio. En los primeros años del siglo xi, Basilio emprendió una ofensiva decisiva y tomó muchas ciudades y regiones de los búlgaros (Preslav, Vidin, Tesalia, Dirraquio, etc.). El gobernante búlgaro no recibió pasivamente las invasiones bizantinas, pero el mismo Samuel llevó a cabo exitosas incursiones en lo profundo del territorio bizantino contra Andrianópolis (1003) y Tesalónica (1004). El emperador, a su vez, lanzó ataques en Bulgaria para evitar que se reafirmara y para proteger sus propias posesiones.
En estas circunstancias, en 1009, cerca del pueblo Kreta, se enfrentaron las principales fuerzas de los oponentes. Se habla de ella en la versión latina de la vida de san Nikón de Creta. La derrota de Samuel en esta batalla ha sido interpretada como una de las repetidas derrotas que «paralizaron» sus intentos de contraataque. A pesar del fracaso en Kreta, los ataques de los búlgaros en el área de Tesalónica y la península de Calcídica continuaron hasta la batalla de Clidio, en la que Samuel sufrió una derrota decisiva.